# NGC 4477
NGC 4477 (другие обозначения — UGC 7638, VCC 1253, MCG 2-32-97, IRAS12275+1354, ZWG 70.129, PGC 41260) — линзообразная галактика с перемычкой (SB0) в созвездии Волосы Вероники.
Этот объект входит в число перечисленных в оригинальной редакции «Нового общего каталога». Галактика открыта У. Гершелем 8 апреля 1784 года.
Галактика принадлежит к Скоплению Девы, а также составляет часть так называемой цепочки Маркаряна. Она классифицируется как сейфертовская галактика 2 типа.